# Pseudocolochirus violaceus
Pseudocolochirus violaceus is een zeekomkommer uit de familie Cucumariidae. Hij komt voor in de tropische wateren van de Indische en Grote Oceaan en kan een lengte tot 18 centimeter bereiken.
De wetenschappelijke naam van de soort werd in 1886 gepubliceerd door Johan Hjalmar Théel.

## Synoniemen
- Cucumaria tricolor Sluiter, 1901
- Colochirus axiologus H.L. Clark, 1914
- Pentacta arae Boone, 1938
- Pseudocolochirus bicolor Cherbonnier, 1970